# Association française pour l'avancement des sciences
L'Association française pour l'avancement des sciences (Afas) est une société savante créée en 1872.

## Historique
Ses principaux fondateurs sont d'illustres savants : Claude Bernard, Paul Broca, Charles Friedel, Armand de Quatrefages, Charles-Marie Gariel et Charles Adolphe Wurtz. Son but initial est de mettre en contact les chercheurs, de créer entre eux un trait d'union et de les intéresser à leurs recherches respectives. Association à but non lucratif, elle est reconnue d'utilité publique dès 1876, ce qui lui permet de recevoir d'importants dons et legs. Très vite elle ouvre ses portes aux érudits, curieux, banquiers et industriels, décloisonnant ainsi le savoir.
Elle remplit cette mission en organisant annuellement un congrès itinérant dans diverses villes de France et des « colonies ». Ces congrès donnent lieu à publications annuelles dans lesquelles l'ensemble des contributions est retranscrit. Elles peuvent être consultées sur le site Internet de la Bibliothèque nationale de France. De la première session à Bordeaux en 1872 à celle d'Alger en 1930, les actes des congrès représentent un corpus de plus de 50 000 pages regroupant plus de 20 000 communications de 6 000 intervenants environ. En gardant son nom, l'Association française pour l'avancement des sciences fusionne en 1886 avec l'Association scientifique de France, fondée en 1864 par Urbain Le Verrier.

## Émulation
Il existe en Angleterre, depuis 1831, une société similaire dont l'AFAS s'est inspirée : la British Association for the Advancement of Science, elle-même conçue selon le modèle de l'association allemande (Gesellschaft Deutscher Naturforscher und Ärzte) créée en 1822.

## Présidents
| Année     | Nom                                     | Discipline         | Année     | Nom                                       | Discipline         | Année     | Nom                              | Discipline            |
| --------- | --------------------------------------- | ------------------ | --------- | ----------------------------------------- | ------------------ | --------- | -------------------------------- | --------------------- |
| 1872      | Claude Bernard                          | Physiologiste      | 1873      | Jean Louis Armand de Quatrefages de Bréau | Anthropologie      | 1874      | Charles Adolphe Wurtz            | Chimie                |
| 1875      | Adolphe d'Eichthal                      | Économie politique | 1876      | Jean-Baptiste Dumas                       | Chimie             | 1877      | Paul Broca                       | Anthropologie         |
| 1878      | Edmond Frémy                            | Chimie             | 1879      | Agénor Bardoux                            | Enseignement       | 1880      | Jean-Baptiste Krantz             | Ingénieur             |
| 1881      | Jules Janssen                           | Astronomie         | 1882      | Auguste Chauveau                          | Physiologie        | 1883      | Frédéric Passy                   | Économie politique    |
| 1884      | Jean Jacques Anatole Bouquet de La Grye | Géographie         | 1885      | Aristide Verneuil                         | Médecine           | 1886      | Charles Friedel                  | géologie              |
| 1887      | Jules Rochard                           | Médecine           | 1888      | Aimé Laussedat                            | Astronomie         | 1889      | Henri de Lacaze-Duthiers         | Zoologie              |
| 1890      | Alfred Cornu                            | Physique           | 1891      | Pierre-Paul Dehérain                      | Agronomie          | 1892      | Édouard Charles Romain Collignon | Géographie            |
| 1893      | Charles Bouchard                        | Médecine           | 1894      | Éleuthère Mascart                         | Physique           | 1895      | Émile Trélat                     | Ingénieur             |
| 1896      | Paul Dislère                            | Ingénieur          | 1897      | Étienne-Jules Marey                       | Physiologie        | 1898      | Édouard Grimaux                  | Chimie                |
| 1899      | Paul Brouardel                          | Médecine           | 1900      | Hippolyte Sebert                          | Ingénieur          | 1901      | Ernest-Théodore Hamy             | Anthropologie         |
| 1902      | Jules Carpentier                        | Mathématiques      | 1903      | Émile Levasseur                           | Économie politique | 1904      | Charles-Ange Laisant             | Mathématiques         |
| 1905      | Alfred Giard                            | Zoologie           | 1906      | Gabriel Lippmann                          | Physique           | 1907      | Henri Henrot                     | Médecine              |
| 1908      | Paul Appell                             | Mathématiques      | 1909      | Louis Landouzy                            | Médecine           | 1910      | Charles-Marie Gariel             | Physique              |
| 1911      | Saturnin Arloing                        | Art vétérinaire    | 1912      | Charles Lallemand                         | Ingénieur          | 1913      | Émile Haug                       | Géologie              |
| 1914      | Armand Gautier                          | Chimie             | 1920      | Albert Calmette                           | Médecine           | 1921      | Auguste Rateau                   | Géologie              |
| 1922      | Louis Mangin                            | Botanique          | 1923      | Alexandre Desgrez                         | Chimie             | 1924      | Pierre Viala                     | Agronomie             |
| 1925      | Émile Borel                             | Mathématiques      | 1926      | Alfred Lacroix                            | Géologie           | 1927      | Paul Langevin                    | Physique              |
| 1928      | Léon Lindet                             | Agronomie          | 1929      | Georges Perrier                           | Ingénieur          | 1930      | Étienne Rabaud                   | Agronomie             |
| 1931      | Maurice de Broglie                      | Physique           | 1932      | Emmanuel de Martonne                      | Géographie         | 1933      | Élie Cartan                      | Mathématiques         |
| 1934      | Paul Lemoine                            | Géologie           | 1935      | Marc Tiffeneau                            | Pharmacologie      | 1936      | Alfred Jacobson                  | Ingénieur             |
| 1937      | Charles Maurain                         | Géologie           | 1938      | Marie Antoine Alexandre Guilliermond      | Botanique          | 1939      | Charles Fabry                    | Physique              |
| 1945      | Henri Piéron                            | Psychologie        | 1946      | Paul Montel                               | Mathématiques      | 1947      | Louis Fage                       | Zoologie              |
| 1948      | Pierre Jolibois                         | Chimie             | 1949      | André Cholley                             | Géographie         | 1950      | André Danjon                     | Astronomie            |
| 1951      | Roger Heim                              | Botanique          | 1952      | Jean Cabannes                             | Physique           | 1953      | Juliot de la Morandière          | Droit                 |
| 1954      | Albert Châtelet                         | Mathématiques      | 1955      | Léon Binet                                | Physiologie        | 1956      | René Fabre (cy)                  | Toxicologie           |
| 1957      | Philibert Guinier                       | Zoologie           | 1958      | Joseph Pérès                              | Mathématiques      | 1959      | Maurice Fontaine                 | Physiologie           |
| 1960      | Maurice Ponte                           | Ingénieur          | 1961      | Xavier Leclainche                         | Médecine           | 1962      | René Thiry                       | Mathématiques         |
| 1963      | Robert Courrier                         | Physiologie        | 1964      | Georges Champetier                        | Chimie             | 1965      | Clément Bressou                  | Art vétérinaire       |
| 1966      | Maurice Janet                           | Mathématiques      | 1967      | Jean Orcel                                | Géologie           | 1968      | Jean Lecomte (physicien)         | Physique              |
| 1969      | Eugène Giboin                           | Ingénieur          | 1970      | Jean Cheymol                              | Pharmacologie      | 1971      | Roger Jean Gautheret             | Biologie végétale     |
| 1972      | André Gougenheim                        | Hydrographie       | 1973      | René Truhaut                              | Toxicologie        | 1974      | Marguerite Cordier               | Enseignement          |
| 1975      | Jean-André Thomas                       | Biologie           | 1976      | Étienne Wolff                             | Biologie           | 1977      | René Taton                       | Histoire des sciences |
| 1978      | Jean-Claude Pecker                      | Astronomie         | 1979      | Adolphe Jean Rose                         | Physique           | 1980      | Alexis Moyse                     | Biologie végétale     |
| 1981      | Jean-Louis Parrot                       | Médecine           | 1982      | Jean-Louis Parrot                         | Médecine           | 1983      | Jean-Pierre Causse               | Physique              |
| 1984      | Clément Vialatel                        | Odontologie        | 1985      | Clément Vialatel                          | Odontologie        | 1986      | François Ruff                    | Médecine              |
| 1987      | François Ruff                           | Médecine           | 1988      | Yves Coppens                              | Anthropologie      | 1989      | Yves Coppens                     | Anthropologie         |
| 1990      | Gabriel Blancher                        | Médecine           | 1991      | Gabriel Blancher                          | Médecine           | 1992      | Paul Caro                        | Chimie                |
| 1993      | Paul Caro                               | Chimie             | 1994      | Audouin Dollfus                           | Astronomie         | 1995      | Audouin Dollfus                  | Astronomie            |
| 1996      | François Ruff                           | Médecine           | 1997      | François Ruff                             | Médecine           | 1998-1999 | Jean Audouze                     | Astrophysique         |
| 2000-2002 | Robert Klapisch                         | Physique           | 2003-2005 | Pascal Colombani                          | Physique nucléaire | 2006-2008 | Jeanne Brugère-Picoux            | Art vétérinaire       |
| 2009-2011 | Alain Foucault                          | Géologie           | 2012-2015 | Laurence Paye-Jeanneney                   | Histoire           | 2015-2018 | Serge Chambaud                   | Chimie                |
| 2018-2021 | Patrice Debré                           | Médecine           | 2022-     | Jean-Gabriel Ganascia                     | Informatique       |           |                                  |                       |

## Galerie

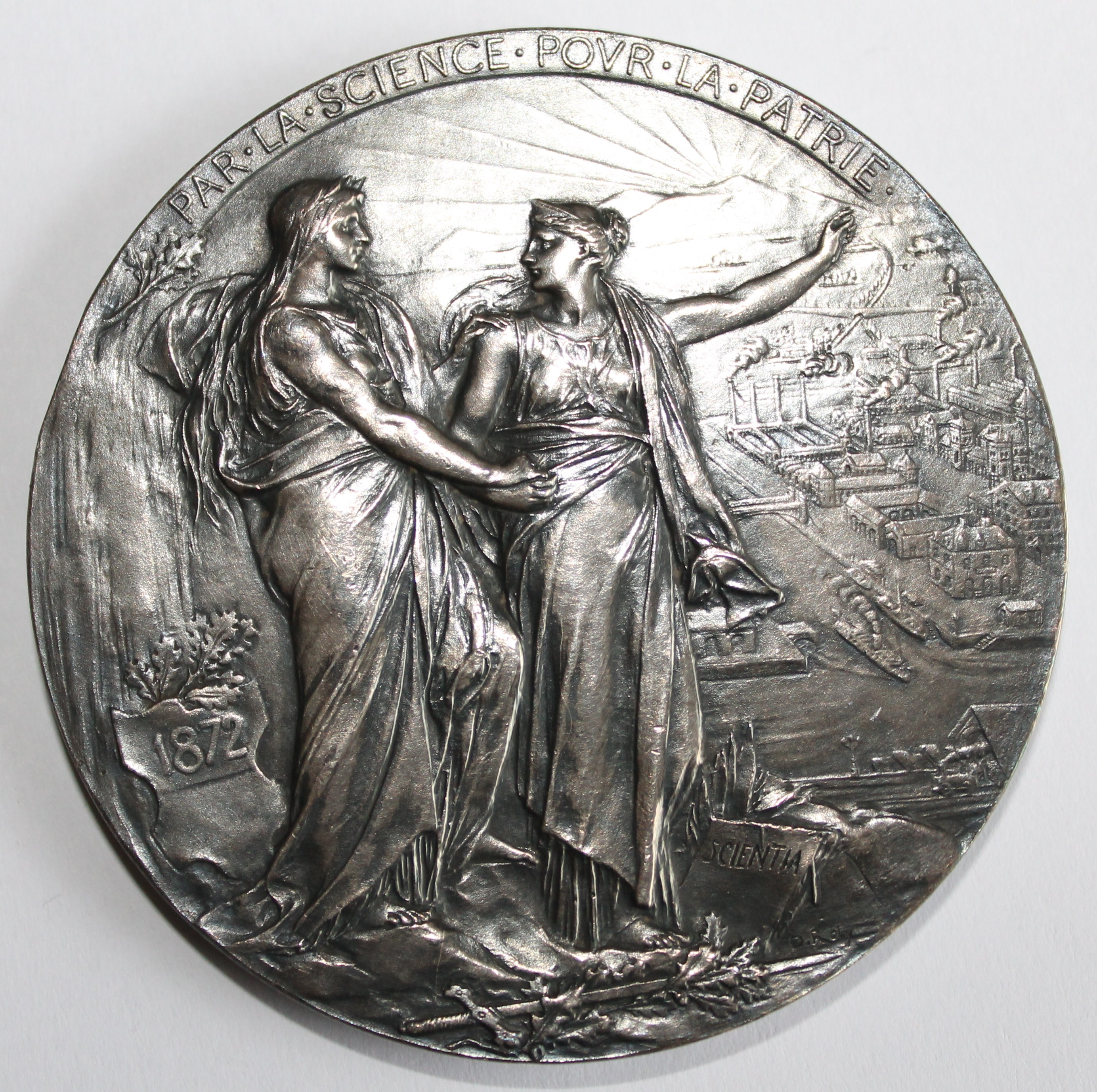
Médaille de l'AFAS (1890) Revers par Oscar Roty
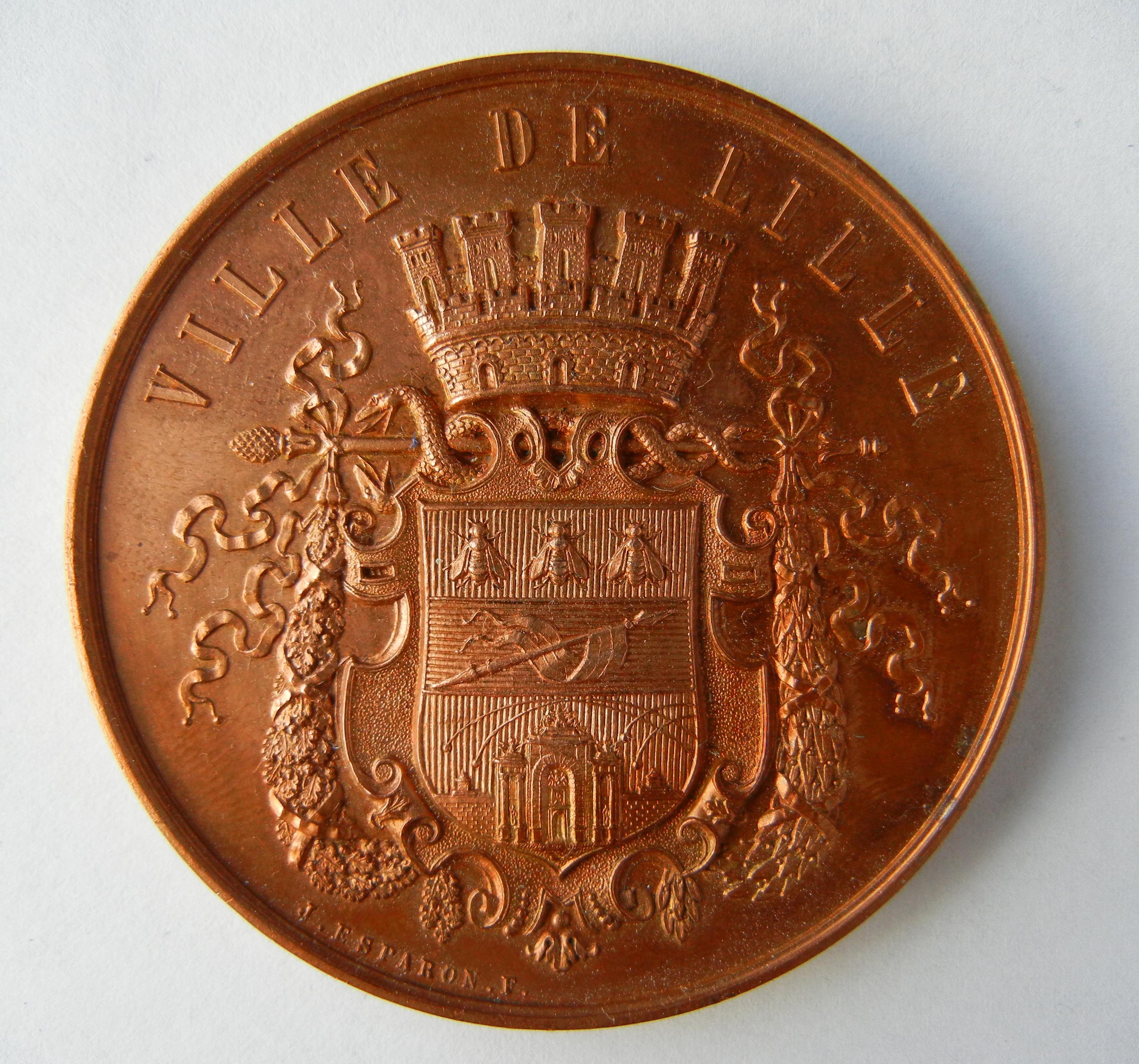
Médaille Ville de Lille, Association française pour l'avancement des sciences Session de 1874 à Lille, offerte par le comité local. Graveur Jean-Claude Esparon (1823 - 1886). Avers.
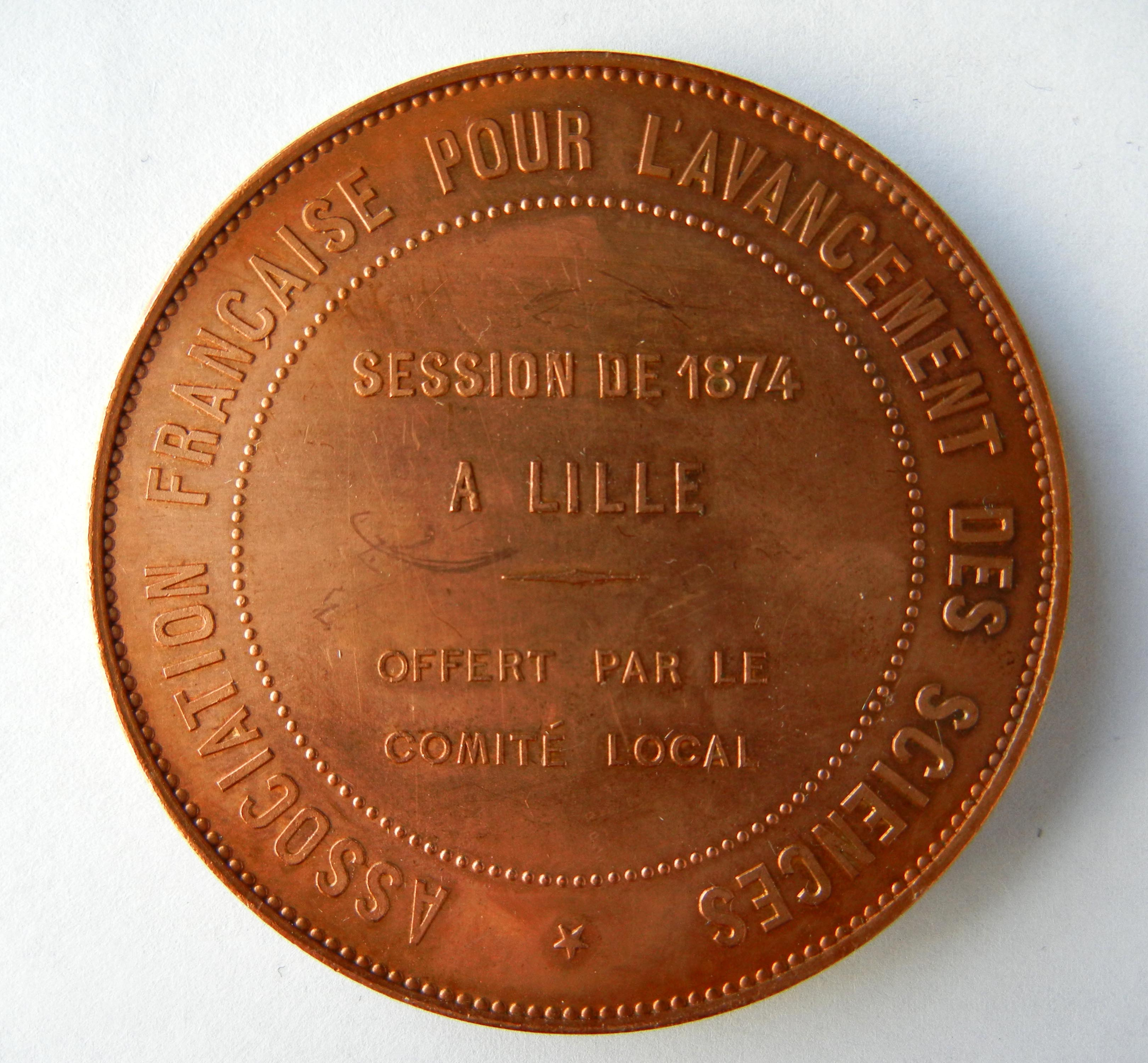
Médaille Ville de Lille, Association française pour l'avancement des sciences Session de 1874 à Lille, offerte par le comité local. Graveur Jean-Claude Esparon (1823 - 1886). Revers.